# چشم خروس تابستانه

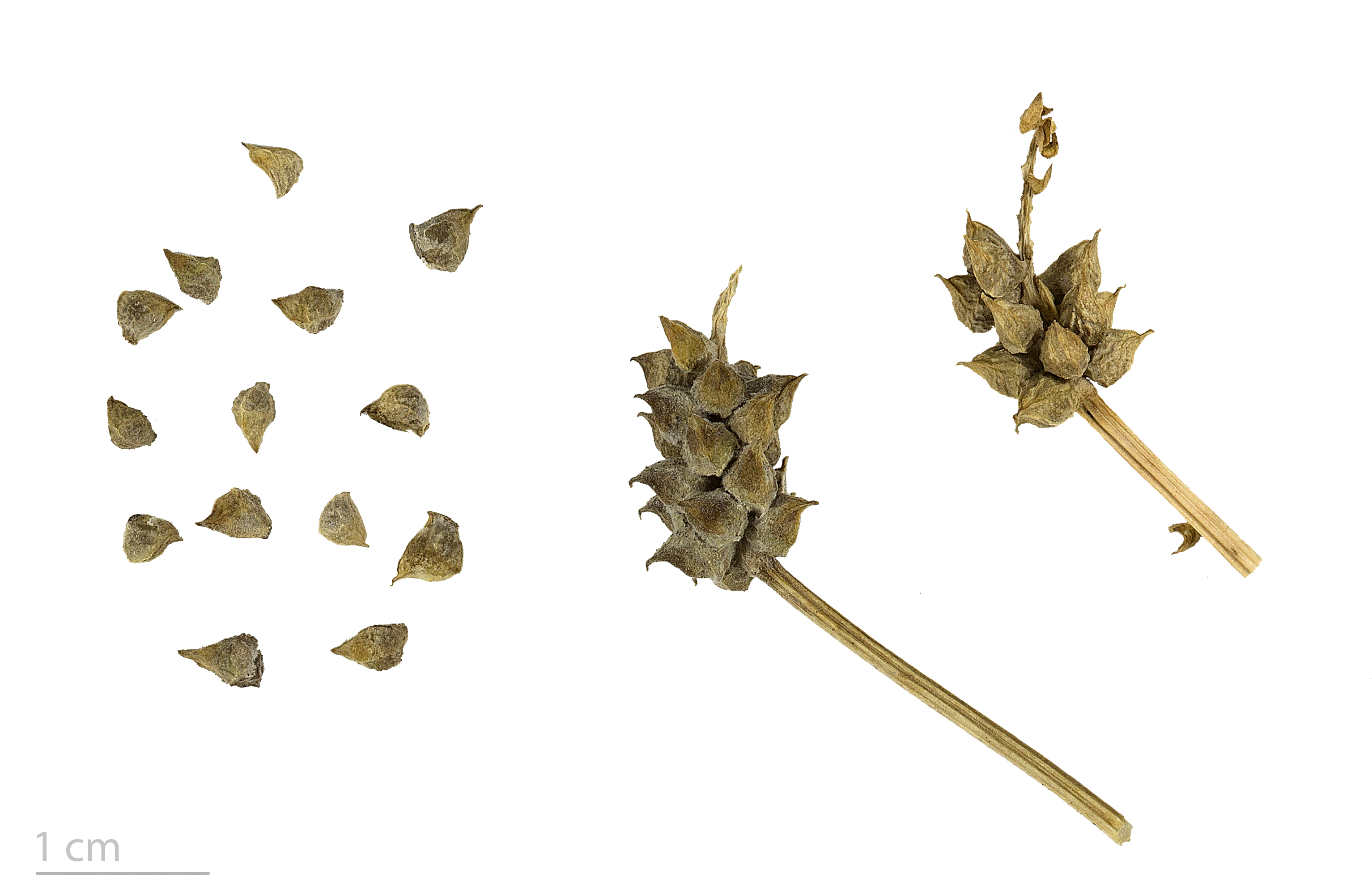
Adonis aestivalis

چشم خروس تابستانه، گل خروسک (نام علمی: Adonis aestivalis) نام یک گونه از سرده چشم خروس است.